# 古宗
古宗（法語：Gouzon，法語發音：[ɡuzɔ̃]），法国中部市镇，位于新阿基坦大区克勒兹省，隶属于盖雷区，其市镇面积为50.03平方公里，2022年1月1日时人口数量为1,565人，在法国城市中排名第6,733位。
古宗位于克勒兹省东北部，武埃兹河畔，是一个区域性的中心市镇，多个方向的干线公路在此交汇。

## 地名来源
“古宗”一名最初于公元十二世纪时以奥克语“Gosom”的形式被记载，该名称可能来源于高卢语，其含义尚有待考证。“Gouzon”这一写法则自1561年起出现。

## 历史

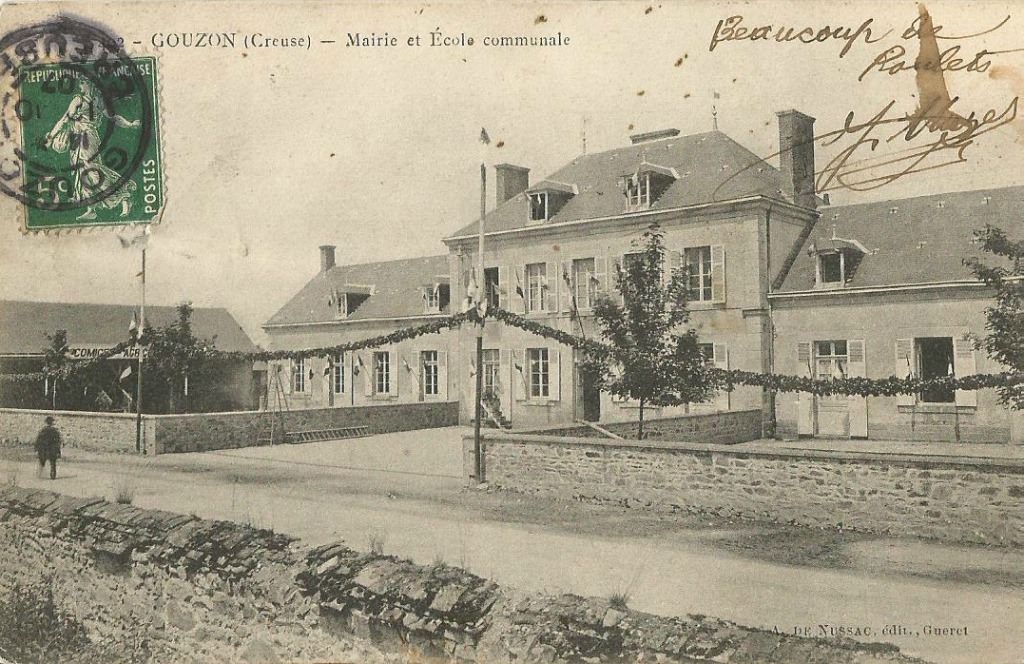
19世纪末的古宗

古宗的早期建成史尚不清楚。根据当地官方网站的论述，古宗在中世纪时曾为一处男爵领地，阿拉尔（Alard de Goson）是当地首位有记载的被授予男爵头衔的领主。1337年，波旁公爵路易一世·德·波旁为古宗颁布市镇宪章，当地由此出现商业贸易集镇。中世纪末期，古宗成为波旁行省在马尔什行省内的一块飞地。法国大革命后，古宗被划出波旁，成为克勒兹省的一个市镇。1972年，莱福尔日（Les Forges）和古祖尼亚两个市镇整体并入古宗的市镇范围。

## 地理

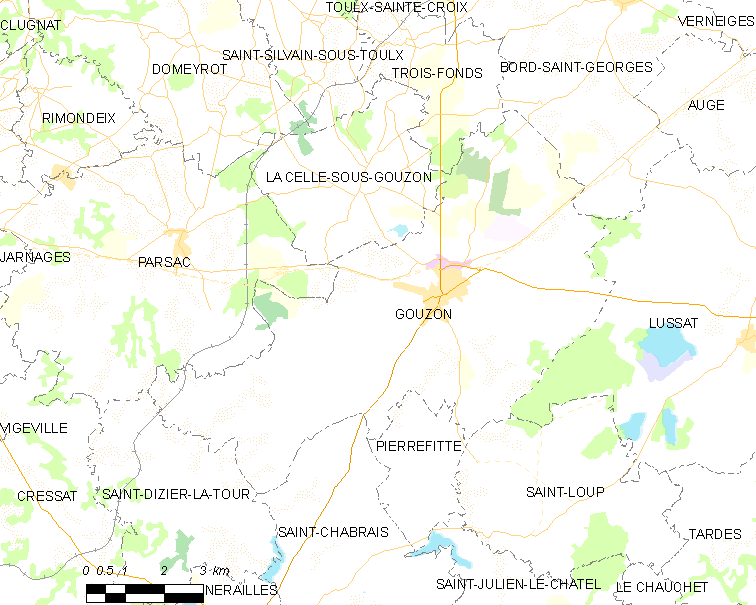
古宗市镇范围地图

古宗位于法国中部，新阿基坦大区东北部和克勒兹省东北部，距离省会盖雷大约30公里。与古宗接壤的市镇包括：博尔圣乔治、拉塞勒苏古宗、吕萨、皮埃尔菲特、圣沙布赖、圣迪济耶拉图尔、圣卢、特鲁瓦丰、帕尔萨克 (克勒兹省)。

### 地形
古宗位于法国中央高原北部边缘地带，孔布拉耶腹地，境内以浅丘和丘陵为主，市镇中心地势相对较为平坦，全境海拔在366到476米之间。

### 水文
古宗位于卢瓦尔河流域，其二级支流武埃兹河自西南向东北流经镇中心东南部，另有其左岸支流戈兹河（Goze）流经市区。
古宗市镇范围内有多处天然湖泊分布。

### 植被
古宗属于温带阔叶混交林区，林地主要散落分布于河流及水域附近。
在鲜花城市的评比中，古宗暂未被评级。

### 气候
古宗在柯本气候分类法中属于温带海洋性气候，因当地海拔相对偏高，故当地气候又有一定的山地特征。
古宗境内设有气象站，以下为该气象站的数据（其中日照数据取自盖雷气象站）：
| 古宗1981年－2019年  | 古宗1981年－2019年 | 古宗1981年－2019年 | 古宗1981年－2019年 | 古宗1981年－2019年 | 古宗1981年－2019年 | 古宗1981年－2019年 | 古宗1981年－2019年 | 古宗1981年－2019年 | 古宗1981年－2019年 | 古宗1981年－2019年 | 古宗1981年－2019年 | 古宗1981年－2019年 | 古宗1981年－2019年 |
| 月份                | 1月                | 2月                | 3月                | 4月                | 5月                | 6月                | 7月                | 8月                | 9月                | 10月               | 11月               | 12月               | 全年               |
| ------------------- | ------------------ | ------------------ | ------------------ | ------------------ | ------------------ | ------------------ | ------------------ | ------------------ | ------------------ | ------------------ | ------------------ | ------------------ | ------------------ |
| 历史最高温 °C（°F） | 19 (66)            | 23.5 (74.3)        | 25.5 (77.9)        | 30 (86)            | 34.5 (94.1)        | 39 (102)           | 38.5 (101.3)       | 41.5 (106.7)       | 36 (97)            | 31 (88)            | 25 (77)            | 22 (72)            | 41.5 (106.7)       |
| 平均高温 °C（°F）   | 7.2 (45.0)         | 8.7 (47.7)         | 12.2 (54.0)        | 15 (59)            | 19.4 (66.9)        | 22.9 (73.2)        | 25.8 (78.4)        | 25.3 (77.5)        | 21.5 (70.7)        | 16.9 (62.4)        | 11 (52)            | 7.8 (46.0)         | 16.1 (61.0)        |
| 日均气温 °C（°F）   | 3.2 (37.8)         | 4 (39)             | 6.7 (44.1)         | 9.1 (48.4)         | 13.2 (55.8)        | 16.6 (61.9)        | 18.8 (65.8)        | 18.3 (64.9)        | 14.8 (58.6)        | 11.4 (52.5)        | 6.5 (43.7)         | 3.9 (39.0)         | 10.5 (50.9)        |
| 平均低温 °C（°F）   | −0.8 (30.6)        | −0.7 (30.7)        | 1.2 (34.2)         | 3.2 (37.8)         | 6.9 (44.4)         | 10.2 (50.4)        | 11.9 (53.4)        | 11.3 (52.3)        | 8 (46)             | 5.8 (42.4)         | 2 (36)             | 0.1 (32.2)         | 4.9 (40.8)         |
| 历史最低温 °C（°F） | −24 (−11)          | −21 (−6)           | −16.5 (2.3)        | −6.5 (20.3)        | −4 (25)            | −0.1 (31.8)        | 3 (37)             | 0 (32)             | −3.2 (26.2)        | −9.5 (14.9)        | −12 (10)           | −16.8 (1.8)        | −24 (−11)          |
| 平均降水量 mm（）   | 66.1 (2.60)        | 57 (2.2)           | 57.7 (2.27)        | 74.3 (2.93)        | 91.4 (3.60)        | 78 (3.1)           | 68.8 (2.71)        | 64 (2.5)           | 71.7 (2.82)        | 73.8 (2.91)        | 69.4 (2.73)        | 69.5 (2.74)        | 841.7 (33.14)      |
| 月均日照時數        | 79.1               | 97.2               | 137.4              | 138.8              | 177.8              | 169.3              | 219.2              | 242.5              | 183.9              | 122.1              | 82.5               | 63.2               | 1,710.7            |
| 来源：infoclimat.fr |                    |                    |                    |                    |                    |                    |                    |                    |                    |                    |                    |                    |                    |

## 行政区划
古宗市镇编号为23093，邮政编号为23230。
在行政管理方面，古宗隶属于法国新阿基坦大区克勒兹省盖雷区；在地方选举方面，古宗是古宗县的中央投票站，其市镇范围全境被划入克勒兹省选区；在社会管理方面，古宗是克勒兹河汇流市镇公共社区的组成部分。
法国国家统计与经济研究所（简称）在进行数据统计时，未将古宗划入任何城市核心区、城市区及城市辐射区（）内。此外，还将古宗市镇整体看作一个“块区”（IRIS），以便于统计人口分布情况。

## 交通

### 公路
法国国道N145线和多条克勒兹省省道在古宗境内交汇，新阿基坦大区下属的城际客运提供校车巴士线路，可前往周边部分市镇。
| 23 | 73 |

| 10 | 47 |

| 盖雷 | 30 |

| 欧比松 | 29 |

| 蒙吕松 | 34 |

| 拉沙特尔 | 56 |

| 利摩日 | 103 |

| 拉苏泰赖讷 | 63 |

2018年，64.7%的古宗家庭拥有至少一辆私人汽车。2019年，古宗境内共发生各类交通事故2起，造成1人遇难，1人受伤。

### 铁路
古宗位于蒙吕松－圣叙尔皮斯-洛里耶尔铁路上。帕尔萨克-古宗站位于市区西部，停靠往返于利摩日和蒙吕松一线的区域列车。

### 航空
距离古宗最近的民用航空站为克莱蒙费朗-欧尔纳机场，距离古宗市中心的公路里程约119公里。

### 城市公共交通
截至2022年4月，古宗暂无城市公共交通系统。

## 政治

### 市政内阁

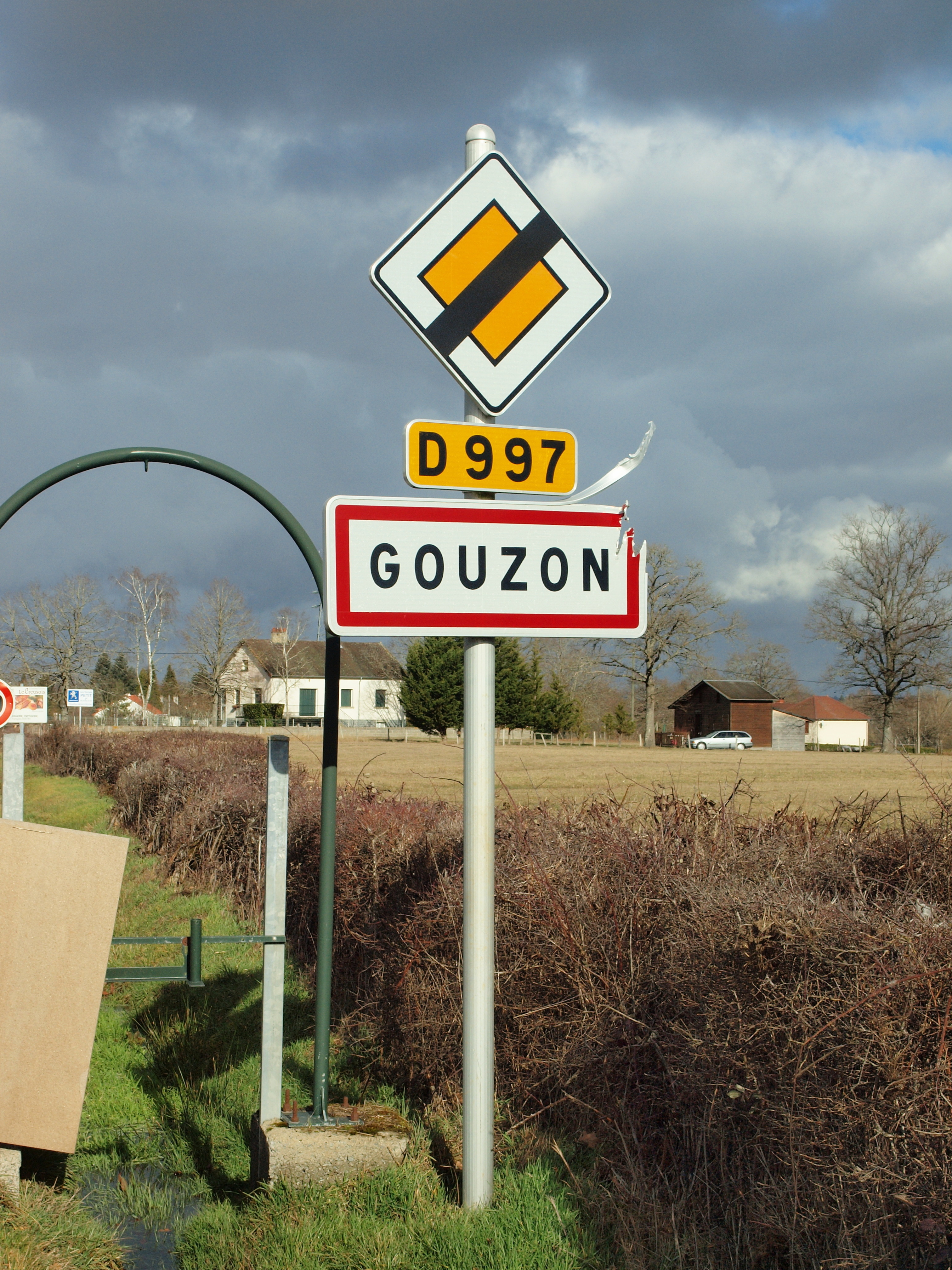
古宗入城路牌

古宗的现任市长为西里尔·维克多先生（Cyril VICTOR），他是共和党的一名成员，在2020年的市政选举中获得了65.05%的支持率。
| 古宗历届市长   | 古宗历届市长                              | 古宗历届市长                     |
| 任期           | 市长                                      | 党派                             |
| -------------- | ----------------------------------------- | -------------------------------- |
| 1945年－？     | Jean-Paul GUYONNET 让-保罗·居约内         | SFIO工人国际法国支部             |
| ？－？         | Claude Joseph SARTIN 克洛德·约瑟夫·萨尔坦 | 不详                             |
| ？－1995年     | Jean-Baptiste JANY 让-巴蒂斯德·雅尼       | 不详                             |
| 1995年－2008年 | Jean Pierre VACHER 让-皮埃尔·瓦谢         | RPR保衛共和聯盟 →UMP人民运动联盟 |
| 2008年－       | Cyril VICTOR 西里尔·维克多                | UMP人民运动联盟 →LR共和黨        |

### 各级选举
| 古宗历届投票选举结果 | 古宗历届投票选举结果 | 古宗历届投票选举结果 | 古宗历届投票选举结果 | 古宗历届投票选举结果                 | 古宗历届投票选举结果 | 古宗历届投票选举结果 | 古宗历届投票选举结果 | 古宗历届投票选举结果 | 古宗历届投票选举结果 |
| 选举项目             | 选举范围             | 选区单位             | 选举结果             | 选举结果                             | 选举结果             | 选举结果             | 选举结果             | 选举结果             | 参考资料             |
| 选举项目             | 选举范围             | 选区单位             | 第一轮胜出者         | 第一轮胜出者                         | 支持率               | 第二轮胜出者         | 第二轮胜出者         | 支持率               | 参考资料             |
| -------------------- | -------------------- | -------------------- | -------------------- | ------------------------------------ | -------------------- | -------------------- | -------------------- | -------------------- | -------------------- |
| 2017年法國總統選舉   | 法國                 | 市镇                 |                      | 玛丽娜·勒庞                          | 24.32%               |                      | 埃马纽埃尔·马克龙    | 58.63%               | [ 18 ]               |
| 2017年法国立法选举   | 克勒兹省选区         | 市镇                 |                      | 让-巴蒂斯特·莫罗                     | 34.43%               |                      | 热雷米·索蒂          | 54.31%               | [ 18 ]               |
| 2019年欧洲议会选举   | 法國                 | 市镇                 |                      | 若尔当·巴尔代拉                      | 28.16%               | （不适用）           | （不适用）           | （不适用）           | [ 20 ]               |
| 2021年法国省级选举   | 克勒兹省             | 县                   |                      | 玛丽-克里斯蒂娜·班隆 帕特里斯·莫朗赛 | 100%                 | （无）               | （无）               | （无）               | [ 21 ]               |
| 2021年法国省级选举   | 克勒兹省             | 市镇                 |                      | 玛丽-克里斯蒂娜·班隆 帕特里斯·莫朗赛 | 100%                 | （无）               | （无）               | （无）               | [ 21 ]               |
| 2021年法国大区选举   |                      | 市镇                 |                      | 尼古拉·弗洛里安                      | 60.89%               |                      | 尼古拉·弗洛里安      | 61.41%               | [ 22 ]               |
| 2022年法国总统选举   | 法國                 | 市镇                 |                      | 玛丽娜·勒庞                          | 30.74%               |                      | 玛丽娜·勒庞          | 55.76%               | [ 18 ]               |
| 2022年法国立法选举   | 克勒兹省选区         | 市镇                 |                      | 让·奥克莱尔                          | 34.43%               |                      | 让-巴蒂斯特·莫罗     | 50.56%               | [ 18 ]               |

## 人口
2019年，古宗市镇人口数量为1,567，在法国排名第6,733位。其中男性736人，女性831人，75岁及以上人口占15.0%，外籍人口数量为34人，人口密度为31人/平方公里，当地居民被称为（男性）或（女性）。2020年，古宗境内出生17人，死亡人口42人。
| 古宗1901年－2019年人口变化情况 |
|                                |
| 数据来源：Cassini、INSEE       |

## 经济
古宗是一个区域性的中心市镇。截止2022年4月，古宗市镇范围内共有各类用人单位（包含自雇）337家，平均历史为20年，其中99.39%为中小型企业（PME），2022年2月至4月间，当地的经济活力指数为1.19%。（大型零售）、（建筑木材销售）及（电子通信设备）是当地2020年营业额最高的三个企业，分别为12,006,461欧元、7,061,222欧元和5,434,814欧元。

## 财政与居民收入
2020年，古宗的财政收入总额为1,291,280欧元，财政支出总额为1,026,460欧元，当年的债务总额为1,161,710欧元。2021年，古宗共获得458,903欧元的国家财政补助，比上一年减少了0.48%。
2020年，古宗的家庭平均月收入总额为1,856欧元，低于法国平均水平（2,303欧元）。
2018年，古宗境内的青壮年（15至64岁）失业率为8.6%，当地47.2%的家庭拥有纳税资格，平均纳税2,089欧元，低于法国平均水平（3,910欧元）。

## 社会事务

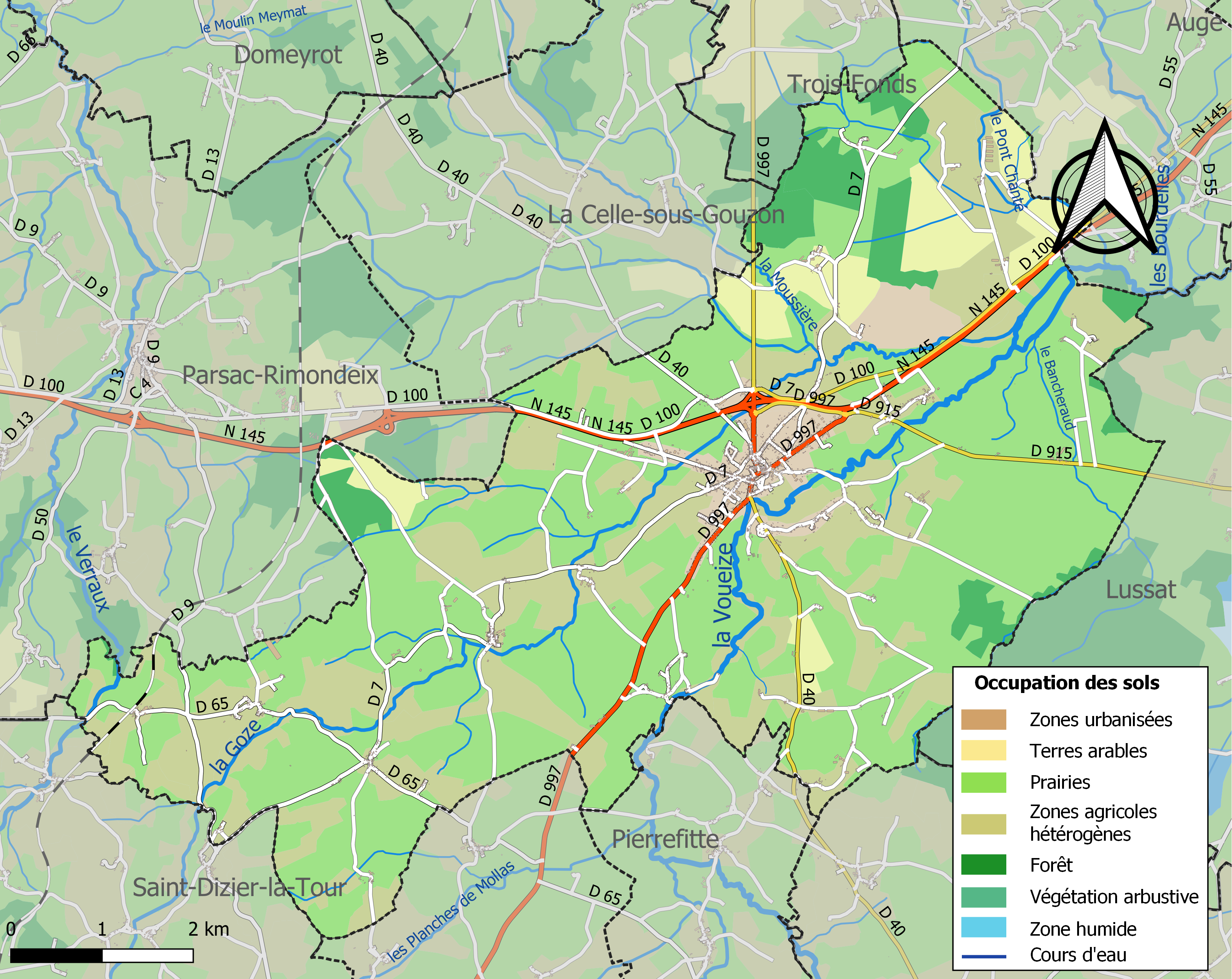
古宗土地利用情况地图

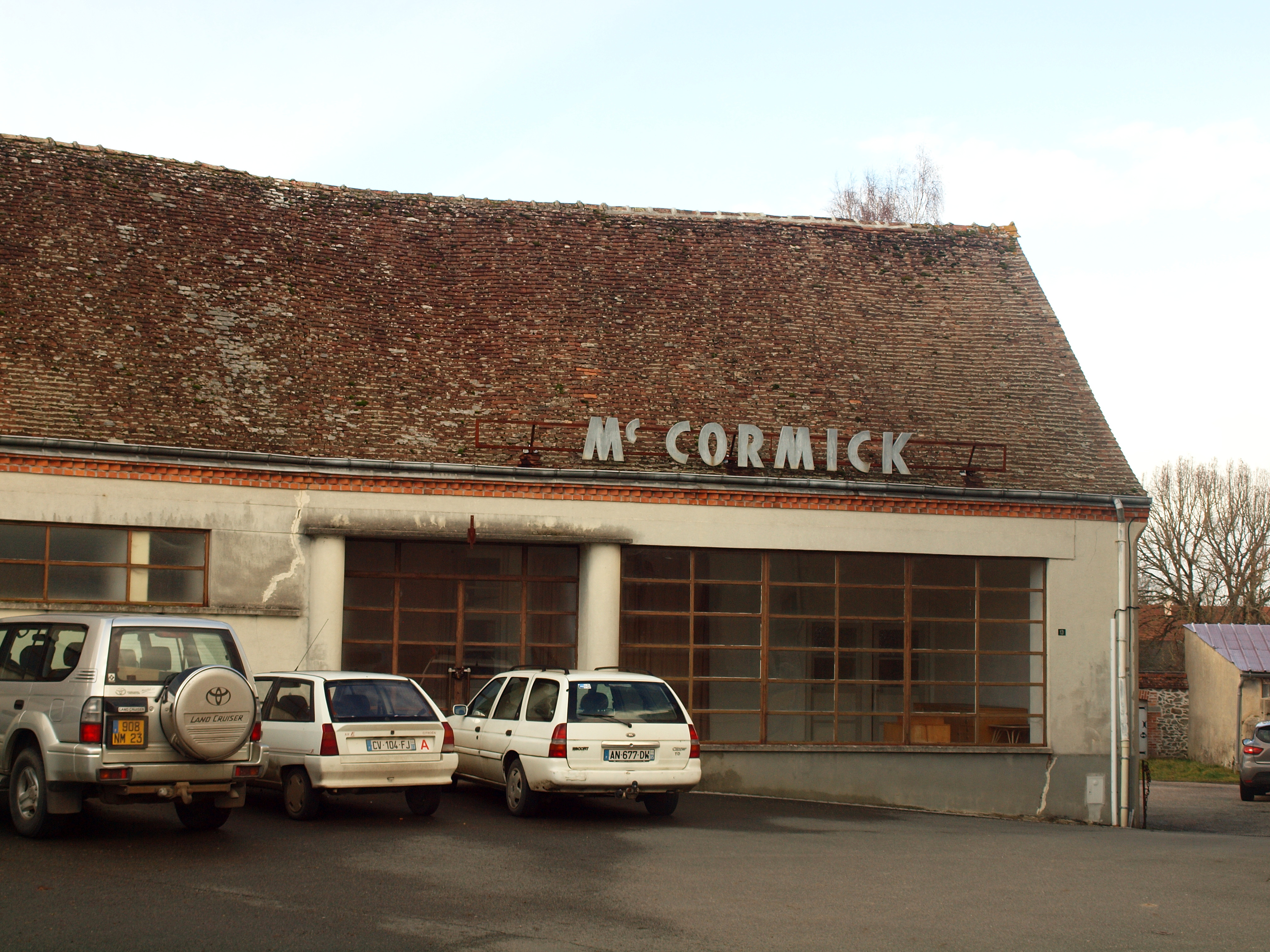
古宗的一处汽修厂

### 教育
古宗属于利摩日学区。截止2020年1月1日，古宗境内共有1所幼儿园和1所小学。

### 医疗
截止2020年1月1日，古宗境内共有全科医生1名、保健师3名、牙医2名和护士5名。境内共有药房2家、养老院1家。
距离古宗最近的区域性医疗机构为盖雷中心医院（Centre Hospitalier de Guéret），其主病区位于盖雷市区，距离古宗市区的正常车程约25分钟，该院设有床位266个，是当地规模最大的公立综合性医院。

### 住房
2018年，古宗境内共有各类住房999套，其中94.6%为独立式居民区，5%为集中式居民区。常住房屋占古宗市镇范围内居民建筑总量的73.9%。
在住房保障政策方面，2020年，古宗境内共有107户家庭获得了住房经济补助，受益人数占总人口数量的6.8%，其中100份为房租补助。

### 商业
2019年，古宗境内共有各类实体商铺57家，其中餐厅1家、大型超市1家、面包房4家、肉铺1家、装饰品店2家、银行门店3家、美容美发店3家、汽车维修店9家。市区北部建有一家家乐福大型购物超市。

### 体育
2020年，古宗境内共有1间体育馆、1处网球场、1处足球或橄榄球场以及1处高尔夫球场。
截至2022年4月，古宗境内共有两家注册足球俱乐部。古宗未来体育俱乐部（Avenir Sportif de Gouzon，编号542347）是当地的代表性足球队，其主队2021至2022赛季参加新阿基坦大区足球联赛乙组（法国第七级别），其主场为莱绍萨德球场（Stade des Chaussades）。

### 环境
古宗的环境事务由其所属的克勒兹河汇流市镇公共社区负责。2019年，古宗境内暂无污染企业。

### 治安
2019年，古宗市镇范围内共有1处宪兵队。
古宗所在地是欧比松国家宪兵队（zone gendarmerie de Aubusson）的管辖范围。2020年，该宪兵队辖区内共126个市镇累计发生各类案件984起，其中盗窃类案件383起，经济类案件194起，毒品交易类案件130起。

## 文化
2020年，古宗境内暂无任何文化设施。古宗市政府提供多媒体中心，每周二、三、四、五、六向公众开放。

### 建筑
古宗境内有多处历史建筑，其中莱福尔日圣尼古拉教堂、古宗圣马丁教堂等为法国国家文物保护单位。

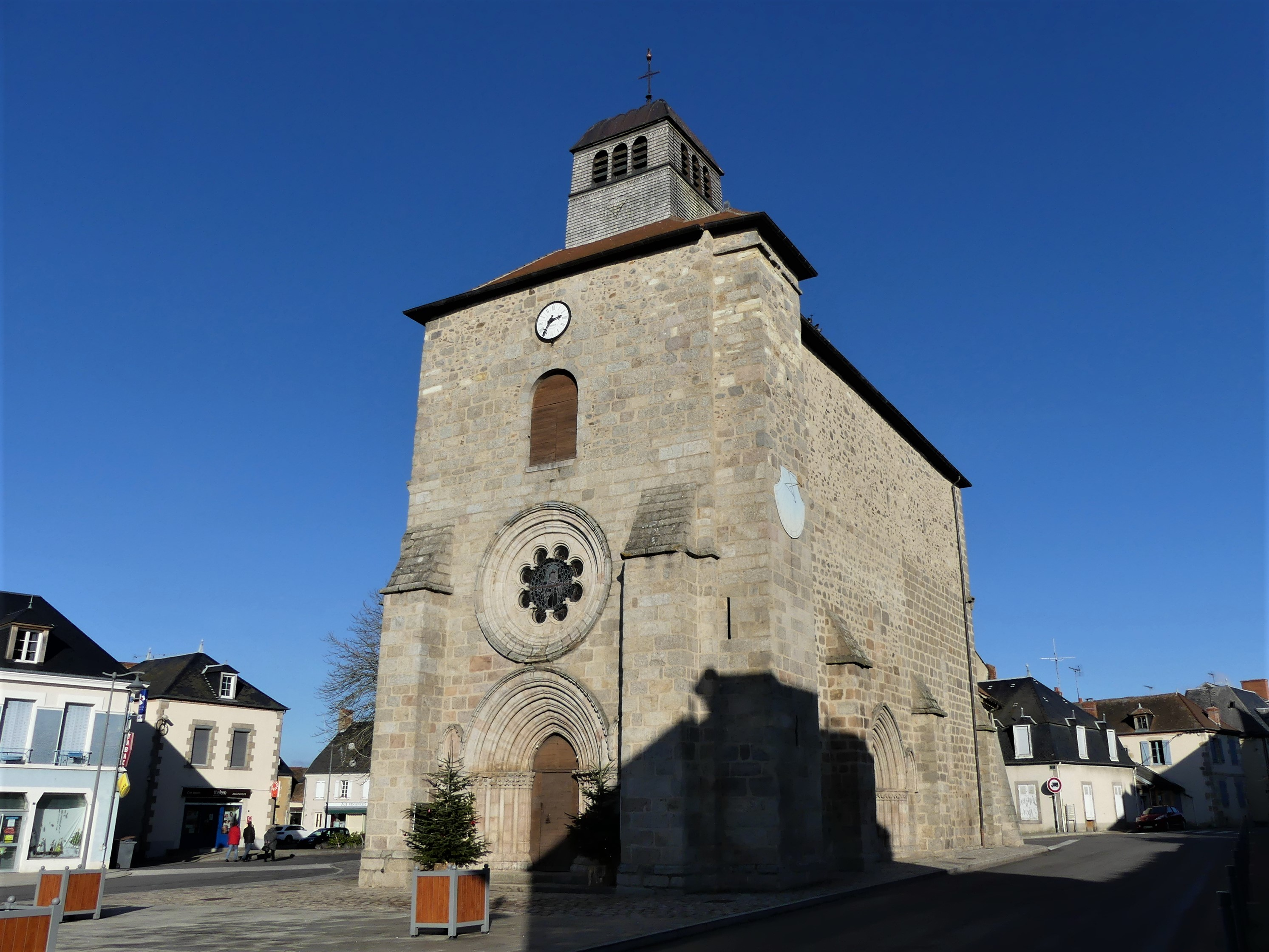
圣马丁教堂（法语：Église Saint-Martin de Gouzon）
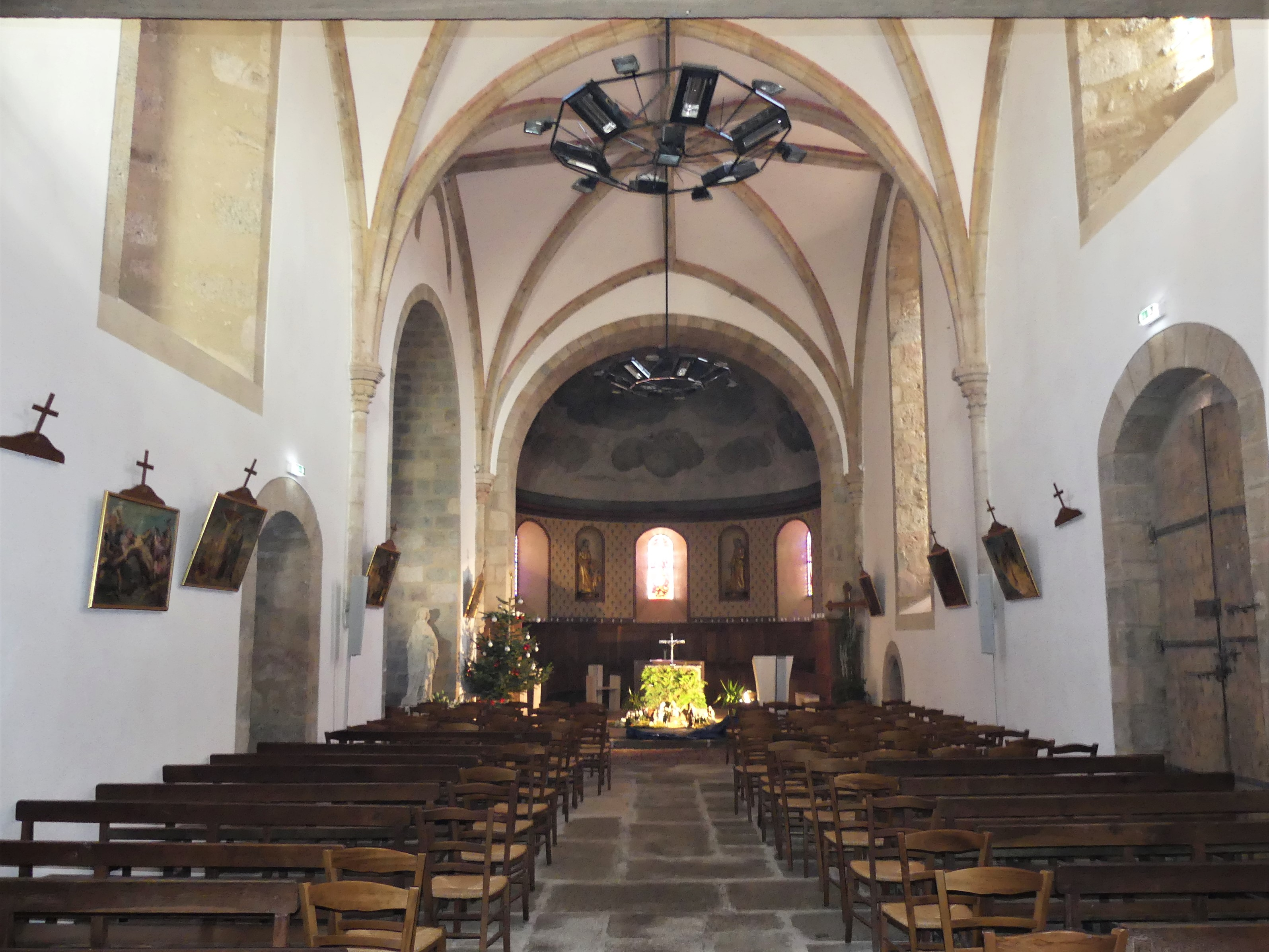
圣马丁教堂大厅
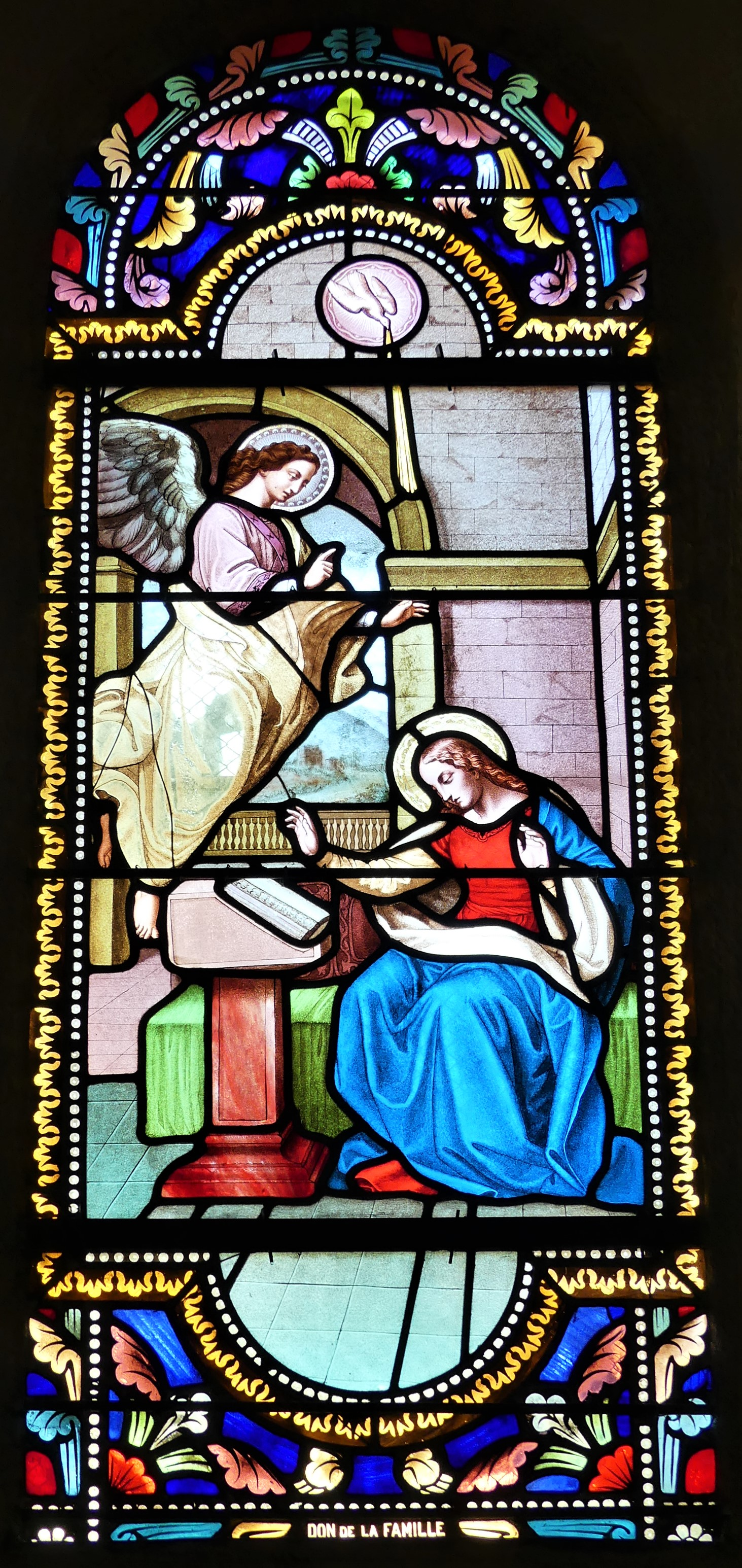
壁画1
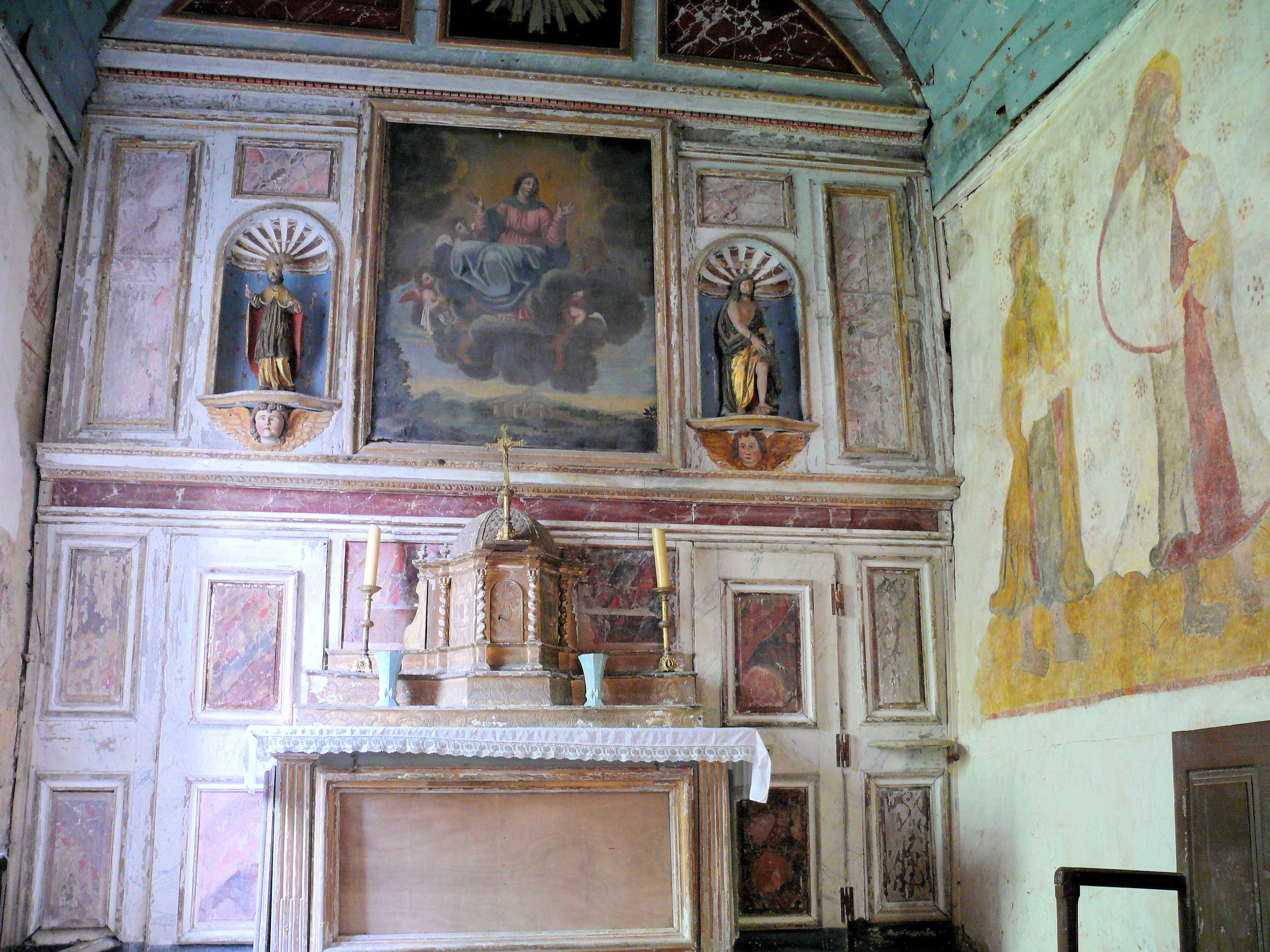
壁画2
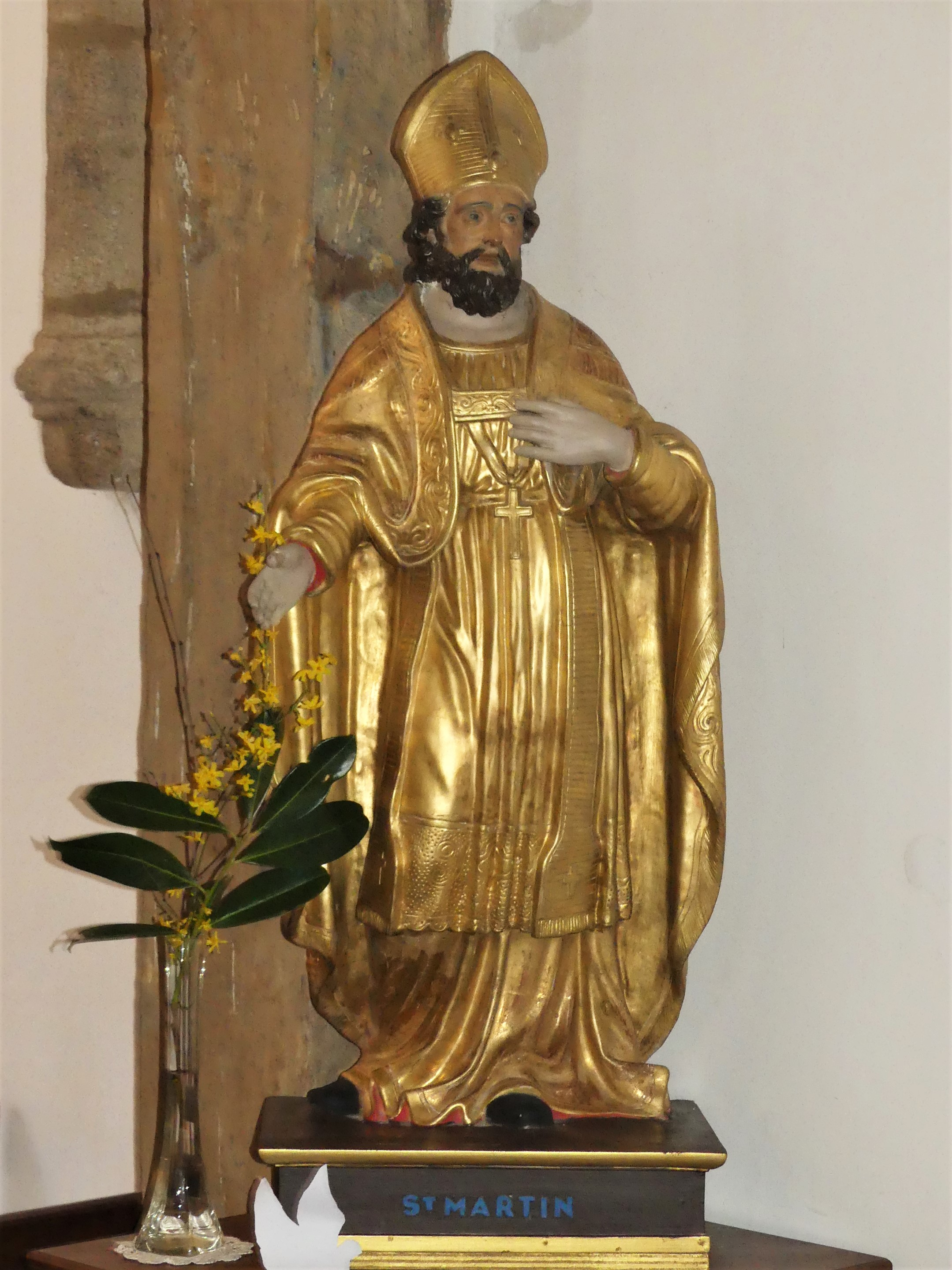
雕塑
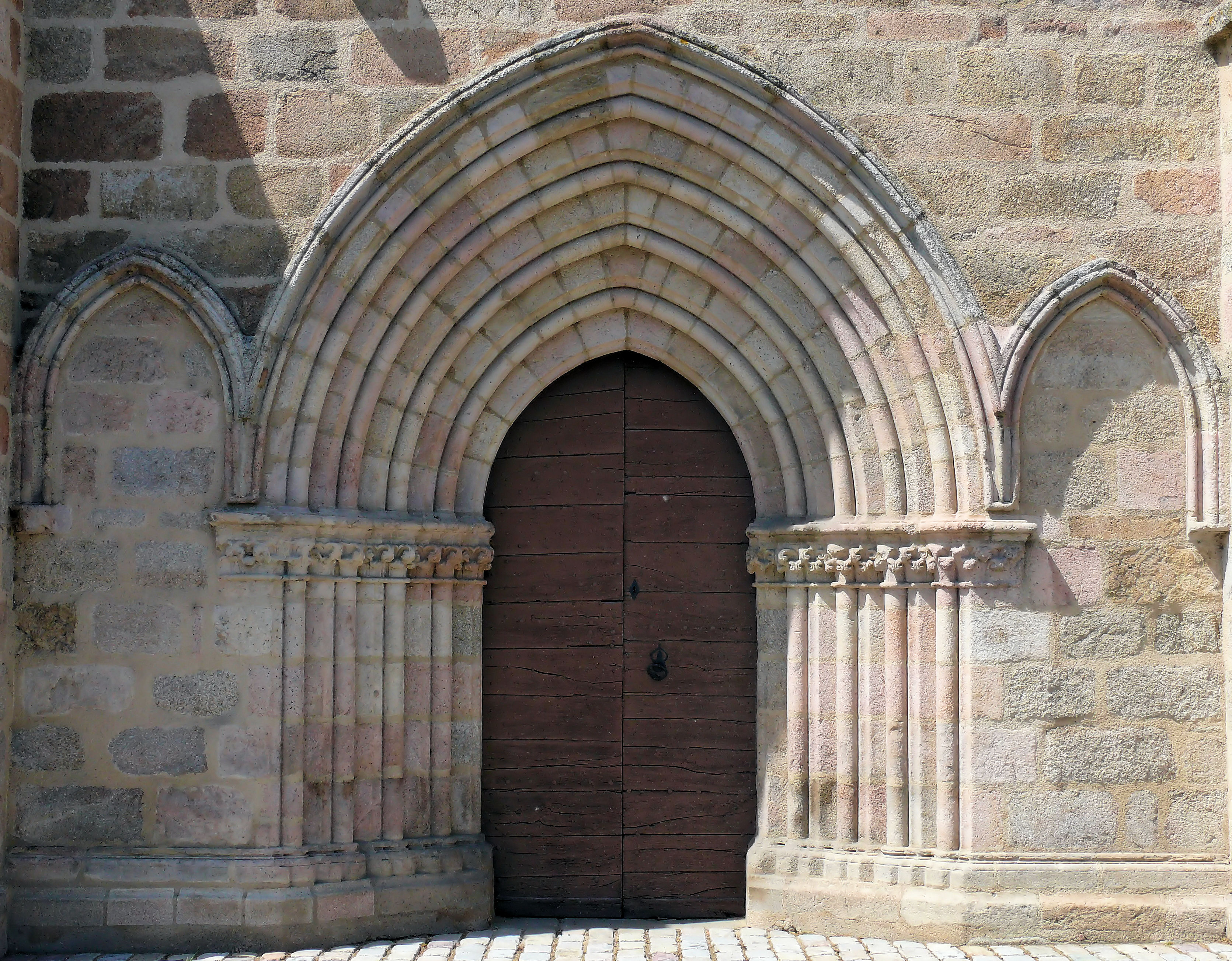
门廊
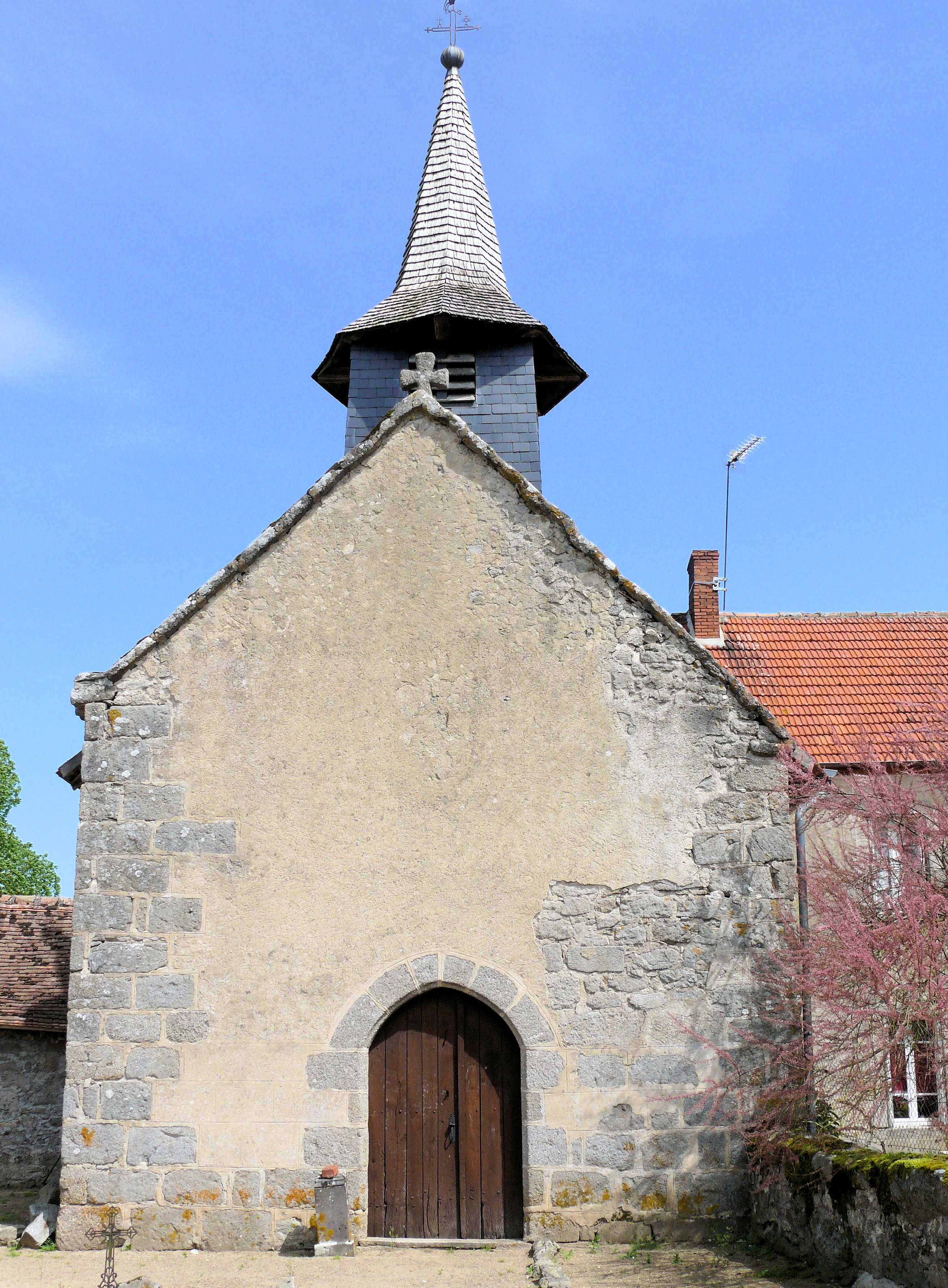
圣尼古拉教堂（法语：Église Saint-Nicolas des Forges）
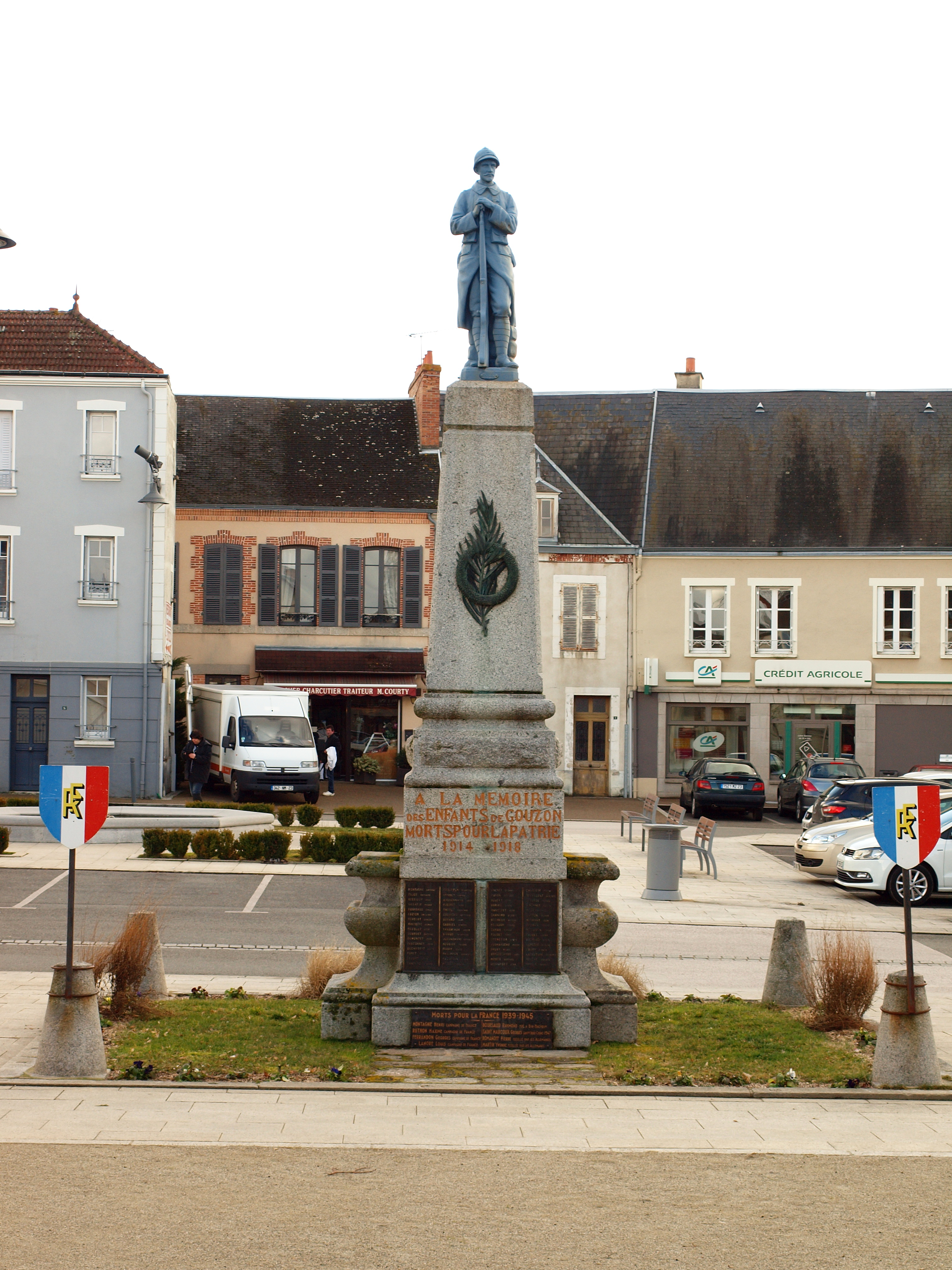
烈士纪念碑

### 旅游
古宗的旅游事务由其所属的克勒兹河汇流市镇公共社区负责。2021年，古宗境内共有1家酒店共计12间房间；另有1个露营地，可容纳共14辆露营车。

### 媒体
法国主要的媒体均可在古宗接收，法国电视三台下属的新阿基坦大区频道在部分时段播出古宗所属区域的地方新闻。《山地报》、《中央人民报》、云雀广播、蓝色法兰西克勒兹广播等是当地主要的地方性媒体。

## 友好城市
截至2022年4月，古宗共与一座城市互为友好城市关系：
- 西班牙 阿尔坎特拉德克苏克尔